# 惡靈空間2
《惡靈空間2》（英語：Boogeyman 2）是一部於2007年上映的美国超自然恐怖电影，由傑夫·貝坦柯特担任导演和剪辑，为2005年电影《惡靈空間》的续集。電影由布莱恩·筛夫编剧，丹妮爾·賽莉、馬特·科恩、托賓·貝爾和瑞妮·歐康諾擔綱演出。賽莉出演女主角勞拉·伯特，一位在小时候与哥哥亲眼目睹父母被杀害的女性。她深信凶手為恶灵，直到成年后去寻求集体心灵治疗来克服那只怪物所带来的恐惧。然而，她同组參與心理治療的病人一个接一个的被杀害，讓她的畏惧成为真实。
由于上一部电影在商业上取得成功，制片商于2006年10月宣布将会拍摄续集。影片的制作在同月进行，请来貝坦柯特担任导演，编剧筛夫自動加入这个项目。选角在同年12月进行，请来歐康諾出演电影，而賽莉于2007年1月选定为女主角。影片取景自洛杉矶已荒废的琳达维斯塔社区医院，拍摄从2007年1月开始，并在4月杀青，历时共四个月。与原先的电影不同是，影片中的恶灵为超自然实体，貝坦柯特努力让一个虚构的怪物以更为貼近大眾和真实的方式呈现给观众。除此之外，影片主要重点放在劇本和气氛上，来弥补电影450万美元的小規模预算。
《惡靈空間2》最初于2007年10月20日在尖叫恐怖影展上举行首映，接着于2008年1月8日在美国以录影带首映的形式发行，其之后在俄罗斯和意大利院线上映。虽然许多评论认为这部比前一部有很大的进步，但是影片上映后所获评价褒贬不一。評論主要注意的是影片中恶灵为人的形态，他們认为這比起其他当代生物电影（其中包括上一部电影）中的怪物更为可取。尽管影片在商业成绩平庸，所获票房比预算稍少，但依旧在隔年拍摄续集《恶灵空间3》。

## 剧情
勞拉·伯特和哥哥亨利（Henry）幼年時目睹父母遭一个戴著风帽的男人残忍杀害，他们相信凶手就是恶灵。成年后，亨利参加集体心理治疗，心理问题改善后便打算去見工作。勞拉在哥哥离开后参与了这个治疗，并見到了其他成员：患黑暗恐懼症的马克（Mark）、具洁癖的保罗（Paul）、具自残倾向的艾莉森（Alison）、患廣場恐懼症和厌恶承诺的達倫（Darren）以及患暴食症但害怕极度增胖的妮琪（Nicky）。
在她参加治疗后，小组里的成员被鎖定而一一遇害。他们的死法都与其所惧怕的有所关联：马克跌入升降機井道中，当所有灯熄灭后他尝试逃离黑暗，接着被撕裂成一半。保罗吃著一包薯片时誤食了一只蟑螂，一个面具人给了他一瓶洗涤液，他打开瓶盖喝了下去，導致喉咙被烧出一个大洞。勞拉开始怀疑这些死亡并非意外。医院突然停电，留下勞拉、艾莉森、达伦、妮琪、潔西卡·瑞恩医生（Dr. Jessica Ryan）和接待员格洛丽亚（Gloria）在一片黑暗中。格洛丽亚走去地下室把灯打开，然而病人再一次回到房间时，艾莉森躺在床上，而恶灵则躲在床底下。他将一些蛆放在她手臂上，那些蛆就钻进她的自残伤口里，而她在尝试取出它们时殺死自己。
瑞恩医生走去地下室去查看格洛丽亚的情况，但是格洛丽亚早已因为站在一滩水中而被恶灵趁勢電死。勞拉找到一份关于她哥哥和其他患有恶灵恐惧症病人的文件夹。她获悉道全部的恶灵恐惧症患者——包括首部电影的主角提姆·詹森（Tim Jensen）——都在米切爾·艾伦医生（Dr. Mitchell Allen）的治疗下选择自杀。勞拉在寻找艾莉森時，达伦和妮琪在储物柜中性交；她之后對他们说找到艾莉森的尸体，而当他们回去尸体位置时，所有的血和蛆都已清洁干净，这让他们相信劳伦患有幻觉。达伦和妮琪接著回去男方的房间，并争吵着他们之间的关系能否持續下去。达伦让妮琪滚出他的房间，之后便遭到了恶灵的攻击，接著开膛取心。
勞拉找到妮琪躺在地下室的桌子上，全身插满了软管，并泵气到身体里後爆炸。恶灵在医院里到处追逐勞拉；一路上她找到了格洛丽亚的尸体，以及差点死去、状态不清醒且喃喃自语的瑞恩医生。她跑向艾伦医生，但他相信勞拉是这一连串谋杀的凶手。他尝试给她服用镇定剂，但是被恶灵阻止，艾伦医生最后被捅了几刀並将两支注射针插入他的眼中。恶灵最後被揭穿为亨利。原來艾伦医生曾将他锁进衣柜中，并企图治疗他的恶灵恐惧症，而恶灵正是此时上了亨利的身。勞拉用一把园艺型剪刀剪下了恶灵的头來停止这一场追逐。警察到达现场后才发现恶灵面具之下的原來是瑞恩医生，亨利在追劳伦之前殺害了艾伦医生，並将面具放在医生脸上后逃之夭夭。当勞拉意识到亨利逃跑后，她被警方以杀害瑞恩医生的名义逮捕。
恶灵在最後一幕看着勞拉和亨利长大后的相片慢慢消失。

## 演员
演員名單來自IMDb
- 丹妮爾·賽莉（英语：Danielle Savre） 饰勞拉·伯特（Laura Porter）
- 馬特·科恩 饰亨利·伯特（Henry Porter）
- 托賓·貝爾 饰米切爾·艾伦医生（Dr. Mitchell Allen）
- 瑞妮·歐康諾（英语：Renée O'Connor） 饰潔西卡·瑞恩医生（Dr. Jessica Ryan）
- 克丽丝·格里菲斯（Chrissy Griffith） 饰妮琪（Nicky）
- 邁克·格拉奇亞德伊 饰達倫（Darren）
- 梅·惠特曼 饰艾莉森（Alison）
- 強尼·西蒙斯 饰保罗（Paul）
- 大衛·加拉徹 饰马克（Mark）
- 莱斯莉·玛格丽塔（英语：Lesli Margherita） 饰格洛丽亚（Gloria）
- 湯姆·倫克 饰佩里（Perry）
- 萨米·汉拉蒂（英语：Sammi Hanratty） 饰年少勞拉·伯特
- 贾洛德·貝利（Jarrod Bailey） 饰年少亨利·伯特
- 盧卡斯·弗萊舍（Lucas Fleischer） 饰伯特先生（Mr. Porter）
- 蘇珊娜·賈米森（Suzanne Jamieson） 饰伯特女士（Mrs. Porter）
- 克里斯托弗·约翰·菲尔茨（Christopher John Fields） 饰警探

## 制作

图为杀手佩戴的「恶灵面具」的演化過程，为迄今為止发展时期的各種样子。范围从概念草图（左），到早期構建（中）和最后成品（右）。

### 发展和拍摄
由于上一部电影在商业上取得成功，《恶灵空间2》于2006年10月首次宣布由曾任《驅魔》、《奪命電話》和《鬼謎藏》的剪辑师傑夫·貝坦柯特來担任导演，而這是他的導演處女作，布莱恩·筛夫則自動成為编剧。影片拍摄始于2007年1月，地点位于加州洛杉矶。電影由山姆·雷米和羅伯特·塔伯特创立且专攻惊悚电影的鬼屋电影公司來參與製片。貝坦柯特称他为了呈現恶灵的全新样子，所以尽量不用CGI技术，並力求不重蹈覆辙首部电影的情节，因此这让电影中的怪物更貼近大眾。最终由于电影的低预算，所以他主要重點放在創作劇本和氣氛上。影片絕大部分內容有使用分镜，这可以将化妆师在一些未用过的假肢上所浪费的精力和资源降至最低，而有限的资源意味着许多特效都只能拍摄一次。影片中真实存在且已荒废的琳达维斯塔社区医院被作为心理医院的主要拍摄地点。

### 选角
2006年12月，瑞妮·歐康諾成为第一位加入劇組的演员，并飾演潔西卡·瑞恩醫生；她于2007年2月拍攝她的第一场戲。歐康諾在紐西蘭的佈景拜访了她的朋友和貝坦柯特的制作人勞勃·塔伯特，并与他讨论关于「電影中一隻超自然的恶魔與遭到捲入並成爲威脅的真實人物作為對比所產生的区别」。她認爲首部电影比较恐怖。对于出演电影和如何呈現角色，她说道：
「我与勞勃·塔伯特有着约定，而我給他發电子邮件说我非常希望饰演这个角色。我认为她会很有趣，因为她觸動了我作为女演员曾经扮演的一些東西。對，就這樣（……）它的旁白非常緊湊，你需要演出人物之间的关系和找出其他角色現在處於的狀況，来让它看起来比現在發生什麽更加有深度，這可以讓他们之間產生更多經歷。」
賽莉於2007年1月中旬出演电影女主角勞拉·伯特。貝坦柯特就賽莉的表現說：「（她）由始至終都使人惊艳，而她曾擔任過真正的装甲兵。我们曾经（……）让她跑来跑去並歇斯底里的尖叫，扔血、呕吐物和肠子在她身上，但她依然能够坚持下去。」托賓·貝爾於2月出演米切爾·艾伦医生，而馬特·科恩於3月出演勞拉的哥哥亨利·伯特。貝爾以美国前副总统迪克·錢尼的形象來呈現角色。

### 特效
影片的特效由Quantum Creation FX负责，並參與了電影的整個拍攝過程。十個手藝人和特技師參與製作割斷的頭顱、傀儡、特殊化妝和有血污的布。殺手面具由賈雷德·S·馬蘭士（Jerad S. Marantz）設計，惡靈的創作靈感是改編自貝坦柯特的童年恐懼，以「骨骼的東西和鳥類尸體」作為皮膚質地的創作靈感。

## 发行
2007年10月20日，《惡靈空間2》在中國戲院尖叫恐怖影展的售罄場上映。同月，發行商宣佈電影將于2008年1月8日以DVD的方式來發行。在美國之外，電影還在俄羅斯和意大利院綫上映，並在俄羅斯的電影院上映了兩個星期。

### 票房
《惡靈空間2》在美國票房收穫了2,484,219美元，再加上發行于國際的1,798,418美元，最終票房為4,282,637美元。

### 专业评价
電影以非原創的故事劇情和不討喜的角色設定而獲得影評人批評。IGN的布蘭登·錢帕利亞（Brandon Ciampaglia）稱其為「又是一部愚蠢的恐怖電影」並給予了電影4分（滿分10分）。ComingSoon.net的瑞恩·图雷克（Ryan Turek）批評了故事劇情、角色，以及缺少懸念，但是認爲這部電影比之前的作品更有娛樂性，演員的演技也比想象中要好。他補充道儘管電影是低預算，但「（貝坦柯特）將技術精湛的好戲弄亂並放在一起。」Dread Central的崔斯坦·辛恩斯（Tristan Sinns）給予了兩顆星（滿分5顆星），批評當中並沒有出現神話中的惡靈以及充滿冷漠的人物角色，但稱讚死亡場景「稍微有創意」。
正面評價稱讚電影能將惡靈以更為真實的方式呈現並放棄使用CGI技術，兩者都被認為比前部更加進步。電影的死亡場景因極度暴力血腥而受到高度好評。許多影評人還表揚儘管是以錄影帶首映發行和低預算製作，但電影依舊超出他們的期望。《CHUD.com》的尚恩·勒亞洛斯（Shawn Lealos）給予了電影6.8分（滿分10分），並稱其是「非常純粹的恐怖電影，放棄了第一部電影那愚蠢的CGI技術以及低劣的超自然製作方向，以及（沒有）受到PG-13分級制度的管制」。在類似的評價中，《PopMatters》的馬修·斯特恩（Matthew Stern）稱讚了電影和前一部相似，而給其8分（滿分10分），並一致認為道：「這部電影能夠打破DVD首映的惡名，這不折不扣的黑暗血腥的影片肯定會讓你大吃一驚，尤其是你非常不幸運地碰到前部（電影）時。」而Reel Film Reviews的大衛·努薩依爾（David Nusair）稱讚《惡靈空間2》比第一部要更好，尤其是它「令人滿足的死亡順序」以及有趣的配角選角，但他批評電影中間的部分「平淡無奇」，且他認為這部電影「以出人意外且迷人的第三幕讓其很好的重回正軌」，最後給其2.5分（滿分4分）。

## 家用媒体
電影的DVD因缺乏美國電影協會評級而以「未評級導演剪輯」的版本發行，其中包含了兩種不同對於電影的評述，第一種是導演貝坦柯特和編劇篩夫，而第二種則是演員貝爾和賽莉以及監製海因和布里曼。另外，DVD還包含紀錄片《將恐懼帶到現實：從分鏡到熒幕的化妝特效》（Bringing Fear to Life: Makeup Effects from Storyboards to Screen），其利用分鏡來展示部分的電影進展。電影還在Google Play、亞馬遜影片和Hulu等平台上數位發行。

## 续集
2008年10月18日，續集《惡靈空間3》在驚叫恐怖影展首映，並于2009年1月20日以錄影帶首映的方式正式發行。布莱恩·筛夫繼續擔任電影編劇，但卻是全新的演員和角色，該片在大學校園取景，並由艾琳·卡希爾擔綱主演。與第一部相同，惡靈是以超自然實體呈現。